# Битантай
Битантай — річка в Якутії, ліва притока Яни.

## Загальна інформація
Довжина річки — 586 км, площа басейну — 40,2 тис. км². Бере початок на східному схилі Верхоянського хребта і протікає здебільшого в його відрогах. Протікає територією Кобяйського, Евено-Битантайського та Верхоянського районів.
Найбільші притоки: Біллях, Тенки — праві; Хобол, Аччигий-Саккирир, Улахан-Саккирир, Кулгага-Суох, Аллах — ліві. У басейні понад 2 тис. озер.

## Гідрологія
Середньорічна витрата води за 20 км від гирла становить 152,96 м/с. Середньомісячні витрати води (дані спостережень з 1937 по 1999 рік).

## Дані водного реєстру
За даними державного водного реєстру Росії і геоінформаційної системи водогосподарського районування території РФ, підготовленої Федеральним агентством водних ресурсів:
- Басейновий округ — Ленський
- Річковий басейн — Яна
- Річковий підбасейн — Яна нижче впадання Адичі
- Водогосподарська ділянка — Битантай